# José Campaña
José Ángel Gómez Campaña (* 31. Mai 1993 in Sevilla) ist ein spanischer Fußballspieler.

## Karriere

### Verein
José Campañas Vater Ricardo Gómez Carreras hatte in den 1980er Jahren für Betis Sevilla gespielt. Er selbst begann in seiner Heimatstadt beim FC Sevilla mit dem Fußballspielen. Vom Alter von sieben Jahren an gehörte er dem Verein an und durchlief die Jugendmannschaften, bis er mit 16 erstmals in der Drittligamannschaft des Vereins eingesetzt wurde. Hier bewährte sich der Mittelfeldspieler in 56 Ligaspielen und wurde nach zwei Jahren in die erste Mannschaft geholt. Er gab sein Profidebüt im Europa-League-Spiel am 25. August 2011 gegen den deutschen Erstligisten Hannover 96 und drei Tage später in der Primera División, der höchsten Spielklasse Spaniens, jeweils als Einwechselspieler.
In seiner ersten Saison absolvierte Campaña 15 Ligaspiele, meist durch kurze Einsätze geprägt, stand aber auch dreimal im Startaufgebot, das erste Mal beim 0:0 gegen den FC Barcelona. In der Folgesaison hatte er zunächst mit Leistenproblemen zu kämpfen und kam in der Hinrunde nur auf fünf Einsätze. Während der Rückrunde zog er sich einen Mittelfußbruch zu und fiel für den Rest der Saison aus.
Zur Saison 2013/14 zeigte der englische Premier-League-Aufsteiger Crystal Palace aus London Interesse an dem Andalusier, der bei Sevilla nicht verlängern wollte, und verpflichtete ihn bis 2017 für zwei Millionen Euro. Obwohl er sich in den ersten Begegnungen zweimal als Vorlagengeber auszeichnete, fand er nach sechs Einsätzen und nach einem Trainerwechsel im neuen Konzept keine Berücksichtigung mehr.
Kurz vor Ablauf der Wechselfrist lieh sich der durch mehrere Verletzungen in der Winterpause gehandicapte deutsche Bundesligist 1. FC Nürnberg Campaña für die verbleibende Saison mit Option auf eine Weiterverpflichtung aus. Am dritten Rückrundenspieltag saß er erstmals bei den Franken auf der Bank; seinen ersten Bundesliga-Einsatz absolvierte er am 16. Februar 2014 (21. Spieltag), beim 1:0-Sieg im Auswärtsspiel gegen den FC Augsburg, als er in der 46. Minute für Hiroshi Kiyotake eingewechselt wurde.
Im Juli 2014 wurde Campañas Wechsel zu Sampdoria Genua bekannt. Er wurde jedoch zunächst an den FC Porto ausgeliehen.
Nach einem Jahr in Portugal wurde er an den spanischen Zweitligisten AD Alcorcón weiterverliehen.
Im August 2016 wechselte er zum spanischen Zweitligisten UD Levante. Er kam in 39 von 42 Ligaspielen zum Einsatz und wurde mit der Mannschaft Zweitligameister, was den Aufstieg in die Primera División bedeutete. Auch hier war er Stammspieler seiner Mannschaft, die zweimal als 15. und je einmal als Zwölfter und 14. die Liga halten konnte. Im Sommer 2023 wurde sein dann Vertrag nach sieben Jahren und 208 Pflichtspielen (19 Tore) nicht mehr verlängert und Campaña war bis zum Februar 2024 vereinslos, ehe ihn der Ligarivale UD Las Palmas verpflichtete.

### Nationalmannschaft
José Campaña war von der U-16 an auch spanischer Juniorennationalspieler. In der U-17-Nationalmannschaft kam er zwölfmal zum Einsatz und mit der U-19-Nationalmannschaft nahm er 2011 und 2012 an der Europameisterschaft teil. Beide Endspiele, in denen er mitwirkte, wurden gewonnen; zuletzt mit ihm als Mannschaftskapitän. Mit der U-20-Nationalmannschaft spielte er im Jahr darauf bei der Weltmeisterschaft, bei der das Team im Viertelfinale gegen Uruguay ausschied.
Am 7. Oktober 2020 hatte er dann mehr als sechs Jahre nach seinem letzten Spiel für die U-21-Mannschaft beim torlosen Remis im Freundschaftsspiel gegen Portugal seinen ersten Einsatz in der A-Nationalmannschaft, als er zur zweiten Halbzeit eingewechselt wurde.

## Erfolge
Nationalmannschaft
- U-19-Europameister: 2011, 2012